# Västra Hälsinglands domsagas tingslag
Västra Hälsinglands domsagas tingslag var ett tingslag i nordvästra Hälsingland i Gävleborgs län. År 1934 hade tingslaget 38 040 invånare och hade en areal av 6 195 km², varav land 5 813. Tingsplats var Ljusdal.
Tingslaget bildades 1928 genom sammanslagning av Arbrå och Järvsö tingslag och Ljusdals tingslag. Tingslaget upplöstes 1971 och uppgick i Ljusdals domsaga som 2005 uppgick i Hudiksvalls domsaga. 
Domsaga var Västra Hälsinglands domsaga, bildad 1820. 

## Socknar
Tingslaget omfattade sju socknar (och sedermera landskommuner).
Från Arbrå och Järvsö tingslag
- Arbrå socken
- Undersviks socken
- Järvsö socken

Från Ljusdals tingslag
- Färila socken och Kårböle socken
- Ljusdals socken
- Los socken
- Ramsjö socken